# Abbaye de Beaulieu à Petegem-aan-de-Schelde
Pour les articles homonymes, voir Abbaye de Beaulieu.
L'abbaye de Beaulieu (dont le nom canonique était Abbaye Sainte-Claire de Beaulieu) était un couvent de religieuses clarisses situé au bord de l’Escaut, à Petegem, en Flandre orientale (Belgique). Fondé en 1290 par Isabelle de Namur, femme de Guy de Dampierre, il fut fermé par Joseph II en 1783, comme couvent inutile. Les quelques bâtiments qui ont survécu sont classés au patrimoine national de Belgique.

## Histoire

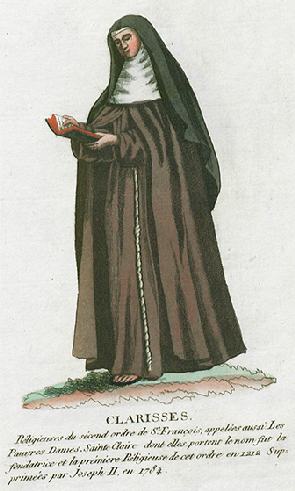
Clarisses.

Guy de Dampierre achète en 1286 la baronnie ou seigneurie de Petegem et en restaure le château. Un document de Charles le Chauve datant de 864 atteste que le château était déjà habité par les rois francs de la deuxième maison royale. 
En 1290 sa seconde femme, Isabelle de Luxembourg, fait construire à proximité de l’ancien château un monastère féminin, une abbaye pour les « Pauvres Claires » : la construction commence en 1290.  L’ordre des Clarisses est la branche féminine des disciples de saint François d'Assise, fondée au début du même siècle par Claire d’Assise (1194-1253).  Les religieuses, installées en décembre 1293, y jouissent de la faveur de la famille comtale. 
Philippe IV le Bel (1285-1314), roi de France, réside au château alors que, à partir de mai 1301, après y avoir défait Guy de Dampierre, le roi de France effectue ses ‘Joyeuses entrées’ dans les diverses ville du comté de Flandre: Bruges, Gand, Douai, Lille, Tournai, Aardenburg (en Zélande), Courtrai et Ypres.
C'était à cette époque que le monastère acquiert son nom de ‘Beaulieu’ (du latin ‘Loco bello’) en considération de la beauté du site en bordure de l’Escaut.
Durant cinq siècles les clarisses, qui forment une communauté relativement importante, vivent leur vie cloitrée de religieuses contemplatives tout en menant un scriptorium et dirigeant une école pour enfants des environs. 
En 1783, par décret de Joseph II, l’abbaye est fermée et les religieuses expulsées. Le despote éclairé poursuivant sa politique joséphite a décidé de fermer tous les couvents et monastères déclarés ‘inutiles’, c'est-à-dire ne rendant aucun service éducatif ou hospitalier à la population. Le domaine est morcelé et les bâtiments sont vendus en 1786 en lots séparés. Plusieurs sont démolis. Seules les porte d'entrée, hôtellerie, maison de l'aumônier et quelques dépendances évitent la démolition.
Au dessus du portail d’entrée on peut encore voir les armoiries de Guy de Dampierre, comte de Flandre. Le frère d’Isabelle de Luxembourg, chevalier Templier mort en croisade à Jérusalem, est enterré dans le domaine.

## Aujourd’hui
Les bâtiments de l’ancienne abbaye n’ont plus de fonction religieuse. Ils appartiennent à différentes familles et relèvent du domaine privé.  

## Pour approfondir